# Шуляк, Станислав Николаевич
Станислав Николаевич Шуляк (род. 9 августа 1962, Свердловск) — украинский военный, генерал-лейтенант, командующий Внутренними войсками МВД Украины.

## Биография
В 1984 году окончил Рязанское высшее военное командное училище связи имени маршала Советского Союза М. В. Захарова — факультет воздушно-десантных войск.
Проходил службу в воздушно-десантных войсках вооруженных сил СССР — 119 парашютно-десантный полк 7 воздушно-десантной дивизии, Национальной гвардии Украины, ВДВ, Службе безопасности Украины-подразделение специального назначения СБУ «А», Управлении государственной охраны Украины.
В 2000 году окончил Национальную академию обороны Украины.
30 марта 2012 назначен первым заместителем начальника Главного управления — командующего внутренних войск Министерства внутренних дел Украины.
31 мая 2012 генерал-майор С. М. Шуляк назначен Начальником Главного управления — командующим внутренних войск Министерства внутренних дел Украины.
20 декабря 2012 присвоено воинское звание генерал-лейтенант.
Во время событий на Украине, известных, как Евромайдан, с ноября 2013 года по 22 февраля 2014 года, руководил Внутренними войсками МВД Украины. Генерал-лейтенант Шуляк С. Н. был обвинён в превышении служебных полномочий и организации расстрелов мирных протестующих.
После бегства президента Януковича, генерал-лейтенант Шуляк С. Н. также сбежал в Российскую Федерацию.